# Castillo de Kropfenstein
El castillo de Kropfenstein es un castillo rupestre en el municipio de Waltensburg/Vuorz del cantón de los Grisones en Suiza. Es un sitio patrimonial de importancia nacional.

## Historia

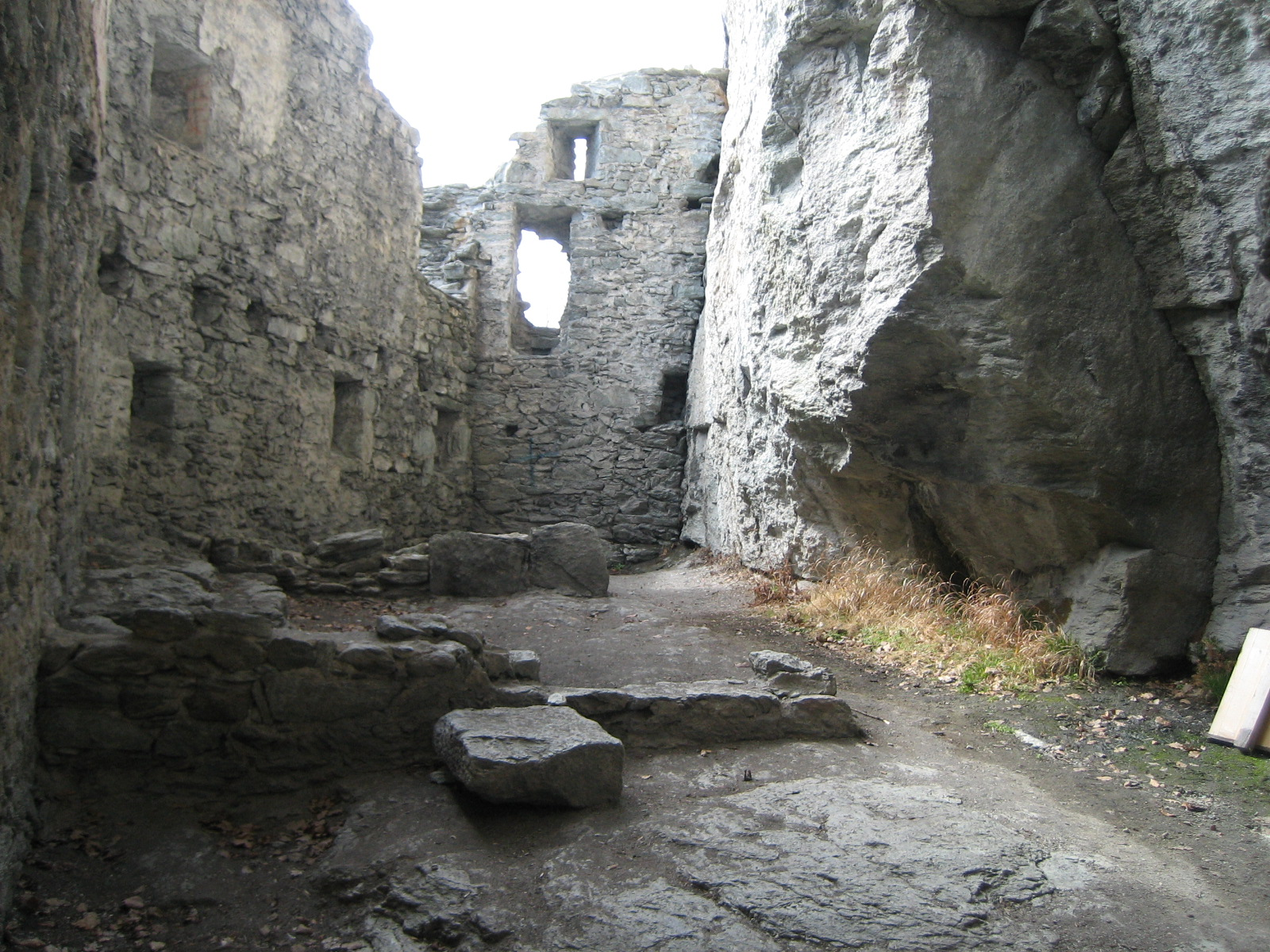
Interior del castillo de Kropfenstein

No hay registros sobrevivientes que indiquen cuándo o cómo se construyó este castillo. Por el estilo de construcción, parece haber sido construido en el siglo XIII y estuvo en funcionamiento hasta el siglo XV. En el siglo XIV, los condes de Kropfenstein comienzan a aparecer en los registros históricos. Parece que adoptaron el nombre del castillo cuando se instalaron allí. Además del área alrededor del castillo, los condes tenían estrechas relaciones con ea Herrschaft (señorío) de Rhäzüns. La línea de los Kropfenstein se extinguió en el siglo XV y el castillo comenzó a deteriorarse.

## Sitio del castillo
Se llega al castillo a través de un camino que se excavó en la roca en el lado este. Finalmente se construyó un parapeto a lo largo del camino para evitar caídas.
Los muros del castillo siguen el borde del acantilado haciendo que su forma sea muy irregular. Debido a la pared de roca que sobresale, el castillo permanece en buenas condiciones en general con un desgaste limitado. El castillo tenía tres pisos de altura con troneras que aún son visibles en los dos pisos superiores. Se desconoce la planta exacta del castillo, pero probablemente se dividió en varias habitaciones. La primera habitación tiene solo unos 2 metros de ancho y probablemente se utilizó como almacén. La parte occidental del castillo mide hasta 6 metros de ancho y contenía las viviendas y la cocina del castillo. No se sabe nada sobre el techo del castillo, pero puede haber sido solo un dosel para evitar la lluvia.